# Copa Dorada de la SAFF 1997
La Copa Dorada de la SAFF 1997 fue la tercera edición del hoy llamado Campeonato de la SAFF, torneo de fútbol a nivel de selecciones nacionales organizado por la Federación de fútbol del Sur de Asia (SAFF). Se llevó a cabo en la ciudad de Katmandú, en Nepal, y contó con la participación de 6 seleccionados nacionales masculinos.
India alcanzó su segundo título en la competición, después de vencer a Maldivas en la final con una goleada de 5-1.

## Formato
Las 6 selecciones participantes fueron divididas en 2 grupos de 3 equipos cada una. Dentro de cada grupo, las selecciones se enfrentaron bajo el sistema de todos contra todos, a una sola rueda, de manera tal que cada una de ellas disputó dos partidos. Los puntos se computaron a razón de 3 —tres— por partido ganado, 1 —uno— en caso de empate y 0 —cero— por cada derrota.
Las dos selecciones de cada grupo mejor ubicadas en la tabla de posiciones final pasaron a las semifinales. En dicha instancia, el primero de una zona enfrentó al segundo de la otra en un solo partido. Los ganadores se cruzaron en la final, cuyo vencedor se consagró campeón. Se jugó por primera vez un partido por el tercer puesto, que fue disputado por las dos selecciones perdedoras de las semifinales.

## Sede
| Kathmandu                  | Kathmandu |
| Dasarath Rangasala Stadium | Kathmandu |
| Capacidad: 25,000          | Kathmandu |
|                            | Kathmandu |

## Equipos participantes
En cursiva los equipos debutantes.
| Equipos participantes | Equipos participantes | Equipos participantes |
| --------------------- | --------------------- | --------------------- |
| Bangladés             | Maldivas              | Pakistán              |
| India                 | Nepal                 | Sri Lanka             |

## Fase de grupos

### Grupo A
| Pos. | Equipo    | Pts. | PJ | G | E | P | GF | GC | Dif. | Clasificación |
| ---- | --------- | ---- | -- | - | - | - | -- | -- | ---- | ------------- |
| 1    | Sri Lanka | 6    | 2  | 2 | 0 | 0 | 5  | 1  | +4   | Semifinales   |
| 2    | Pakistán  | 3    | 2  | 1 | 0 | 1 | 2  | 2  | 0    | Semifinales   |
| 3    | Nepal (H) | 0    | 2  | 0 | 0 | 2 | 1  | 5  | −4   |               |

 Fuente: RSSSF
| 4 de septiembre de 1997 | Nepal | 0:2 (0:1) | Pakistán              | Estadio Dasarath Rangasala, Katmandú |  |
|                         |       |           | Nauman 28' · Ijaz 68' |                                      |  |

| 6 de septiembre de 1997 | Sri Lanka                 | 2:0 (0:0) | Pakistán | Estadio Dasarath Rangasala, Katmandú |  |
|                         | Perera 54' · Amanulla 86' |           |          |                                      |  |

| 8 de septiembre de 1997 | Nepal      | 1:3 (0:1) | Sri Lanka          | Estadio Dasarath Rangasala, Katmandú |  |
|                         | Amayta 72' |           | Perera 15' 70' 86' |                                      |  |

### Grupo B
| Pos. | Equipo    | Pts. | PJ | G | E | P | GF | GC | Dif. | Clasificación |
| ---- | --------- | ---- | -- | - | - | - | -- | -- | ---- | ------------- |
| 1    | India     | 4    | 2  | 1 | 1 | 0 | 5  | 2  | +3   | Semifinales   |
| 2    | Maldivas  | 2    | 2  | 0 | 2 | 0 | 3  | 3  | 0    | Semifinales   |
| 3    | Bangladés | 1    | 2  | 0 | 1 | 1 | 1  | 4  | −3   |               |

 Fuente: RSSSF
| 5 de septiembre de 1997 | Maldivas | 1:1 | Bangladés | Estadio Dasarath Rangasala, Katmandú |  |
|                         | Saeed    |     | Ahmed 53' |                                      |  |

| 7 de septiembre de 1997 | India                        | 3:0 (0:0) | Bangladés | Estadio Dasarath Rangasala, Katmandú |  |
|                         | Vijayan 74' 76' · Bhutia 88' |           |           |                                      |  |

| 9 de septiembre de 1997 | India                    | 2:2 (1:0) | Maldivas                | Estadio Dasarath Rangasala, Katmandú |  |
|                         | Bhutia 30' · Ancheri 55' |           | Rasheed 65' · Nizam 83' |                                      |  |

## Cuadro de desarrollo
|  | Semifinales                 | Semifinales |                              |   | Final | Final |
|  |                             |             |                              |   |       |       |
|  | 11 de septiembre – Katmandú |             |                              |   |       |       |
|  |                             |             |                              |   |       |       |
|  | India                       | 2           |                              |   |       |       |
|  | India                       | 2           | 13 de septiembre – Katmandú  |   |       |       |
|  | Pakistán                    | 0           |                              |   |       |       |
|  | Pakistán                    | 0           | India                        | 5 |       |       |
|  | 10 de septiembre – Katmandú |             | India                        | 5 |       |       |
|  |                             | Maldivas    | 1                            |   |       |       |
|  | Sri Lanka                   | Maldivas    | 1                            | 1 |       |       |
|  | Sri Lanka                   |             |                              | 1 |       |       |
|  | Maldivas                    | 2           |                              |   |       |       |
|  | Maldivas                    | 2           | Partido por el tercer puesto |   |       |       |
|  |                             |             |                              |   |       |       |
|  | 13 de septiembre – Katmandú |             |                              |   |       |       |
|  |                             |             |                              |   |       |       |
|  | Pakistán                    | 1           |                              |   |       |       |
|  | Pakistán                    | 1           |                              |   |       |       |
|  | Sri Lanka                   | 0           |                              |   |       |       |

## Semifinales
| 10 de septiembre de 1997 | Sri Lanka  | 1:2 (1:1) | Maldivas               | Estadio Dasarath Rangasala, Katmandú |  |
|                          | Kabeer 21' |           | Ismail 19' · Nizam 89' |                                      |  |

| 11 de septiembre de 1997 | India           | 2:0 (1:0) | Pakistán | Estadio Dasarath Rangasala, Katmandú |  |
|                          | Vijayan 42' 76' |           |          |                                      |  |

## Tercer puesto
| 13 de septiembre de 1997 | Pakistán              | 1:0 (0:0) | Sri Lanka | Estadio Dasarath Rangasala, Katmandú |  |
|                          | Haseemdeen 76' (a.g.) |           |           |                                      |  |

## Final
| 13 de septiembre de 1997 | India                                               | 5:1 (3:1) | Maldivas   | Estadio Dasarath Rangasala, Katmandú |  |
|                          | Ancheri 9' · Bhutia 15' · Vijayan 20' 53' · Das 49' |           | Lateef 43' |                                      |  |

## Campeón
|                                  |
| Bandera de la India              |
| Campeón invicto India 2.º título |

## Estadísticas

### Tabla general
| Pos. | Equipo    | Pts | PJ | PG | PE | PP | GF | GC | Dif. | Rend.  |
| ---- | --------- | --- | -- | -- | -- | -- | -- | -- | ---- | ------ |
| 1    | India     | 10  | 4  | 3  | 1  | 0  | 12 | 3  | +9   | 83,33% |
| 2    | Maldivas  | 5   | 4  | 1  | 2  | 1  | 6  | 9  | -3   | 41,66% |
| 3    | Pakistán  | 6   | 4  | 2  | 0  | 2  | 3  | 4  | -1   | 50%    |
| 4    | Sri Lanka | 6   | 4  | 2  | 0  | 2  | 6  | 4  | +2   | 50%    |
| 5    | Bangladés | 1   | 2  | 0  | 1  | 1  | 1  | 4  | -3   | 16,66% |
| 6    | Nepal     | 0   | 2  | 0  | 0  | 2  | 1  | 5  | -4   | 0%     |

### Goleadores
6 goles
- IM Vijayan

4 goles
- Roshan Pereira

3 goles
- Bhaichung Bhutia

2 goles
- Jo Paul Ancheri
- Mohamed Nizam

1 gol
- Muhammad Nauman Khan
- Mohammed Ijaz
- Mohamed Amanulla
- Deepak Amayta
- Lirugam Saeed
- Imtiaz Ahmed Nakib
- Ibrahim Raheed
- Adam Abdul Lateef
- Shah Ismail
- KM Kabeer
- Amit Das

Autogol
- Hasemdeen (ante Pakistán)